# Pogrzeb hrabiego Orgaza
Pogrzeb hrabiego Orgaza – obraz greckiego malarza El Greca stworzony w latach 1586–1588. Było to przełomowe dzieło w dorobku artystycznym tego twórcy.

## Opis obrazu
Obraz oparty jest na legendzie z początku XIV wieku. W 1323 zmarł Don Gonzalo Ruiz z Toledo, któremu później nadano tytuł hrabiego Orgaza. Zgodnie z legendą podczas pogrzebu hrabiego, który zostawił w spadku kościołowi Santo Tomé roczną rentę płaconą przez miasto Orgaz, z nieba zstąpili i złożyli go do grobu Święty Augustyn i Święty Szczepan (na płaszczu ukazana jest scena jego ukamienowania).
El Greco namalował go z przeznaczeniem umieszczenia go w jego własnym kościele parafialnym – Santo Tomé, w którym obraz znajduje się do dziś. Podpisanie kontraktu z proboszczem Don Andrés Núñezem na wykonanie malowidła datowane jest na 18 marca 1586 roku.
Obraz ma charakter uwiecznienia mistycznego wydarzenia, które najlepiej oddaje ducha malarstwa El Greca. Kompozycja obrazu dzieli go na dwie poziome sfery: górną niebiańską i dolną ziemską, istnieje wyraźna dwudzielność – realistyczne przedstawienie uczestniczących w pogrzebie i mistyczne, niematerialne przedstawienie sfery niebiańskiej. Obraz przedstawia szereg zebranych na pogrzebie obywateli Toledo, szlachciców i zakonników. Ich głowy tworzą linię ponad którą otwierają się niebiosa. Pewne cechy obrazu (np. izokefalia) świadczą o widocznym wpływie malarstwa bizantyjskiego. Niebo pełne świętych przyjmuje półnagiego, już w chwili śmierci uświęconego hr. Orgaza, a najważniejsze postacie to Jezus Chrystus, Maria i Jan Chrzciciel. Dusza pod półprzezroczystą postacią nagiego dziecięcia jest unoszona przez anioła do nieba.
Wśród osób uwiecznionych jako uczestniczących w ceremonii można rozpoznać wiele współczesnych malarzowi postaci, a także samego El Greca (szlachcic bezpośrednio nad św. Szczepanem) oraz jego syna, Jorge Manuela (paź). Artysta umieścił swoją sygnaturę na chusteczce w kieszonce młodego pazia. Jest tam data 1578, co nie jest datą namalowania obrazu, lecz datą urodzenia jego syna. Paź wskazuje na ciało hr. Orgaza, wskazując na łączność człowieczego urodzenia i śmierci.